# Petaloctenus clathratus
Petaloctenus clathratus är en spindelart som först beskrevs av Tord Tamerlan Teodor Thorell 1899.  Petaloctenus clathratus ingår i släktet Petaloctenus och familjen Ctenidae.
Artens utbredningsområde är Kamerun. Inga underarter finns listade i Catalogue of Life.